# Шлейфер Савелій Якович
Савелій (Цалія) Якович Шлейфер (при народженні Янкель Цукович Цалел; нар. 29 вересня 1881, Одеса — пом. 1942, Аушвіц) — російський, радянський, французький живописець-авангардист і театральний художник єврейського походження; член художнього об'єднання «Трикутник» у 1908—1909 роках, один із засновників та членів художнього об'єднання «Союз молоді» з 1910 року.

## Біографія
Народився 17 [29] вересня 1881 року в місті Одесі (тепер Україна) в міщанській сім'ї. У 1894–1903 роках навчався в Одеському художньому училищі. 1904 року вступив на живописне відділення до Петербурзької академії мистецтв. Через півроку подав прохання про відпустку через хворобу і відправився в Париж; брав участь в групових виставках і салонах. В 1907 році повернувся у Санкт-Петербург і у вересні 1907 року відновився в Академії мистецтв, а в квітні 1909 року був відрахований, оскільки не пройшов випробувальний термін, встановлений для юдеїв. З 1907 року працював художником в Троїцькому театрі мініатюр.
З початком Першої світової війни був мобілізований і направлений в Спеціальну камуфляжну бригаду. Після війни відкрив в Петрограді приватну школу мистецтв, викладав малюнок і живопис, виступав як театральний художник. У 1927 році емігрував до Парижа, де працював декоратором на одній з місцевих кіностудій.
22 червня 1941 року був заарештований, як радянський громадянин і «пособник ворога», і відправлений до табору Комп'єнь. 5 вересня 1942 року був переміщений в транзитний табір Дрансі, 14 вересня — у табір Аушвіц. Убитий в кінці 1942 року або початку 1943 року.